# Literatura médica

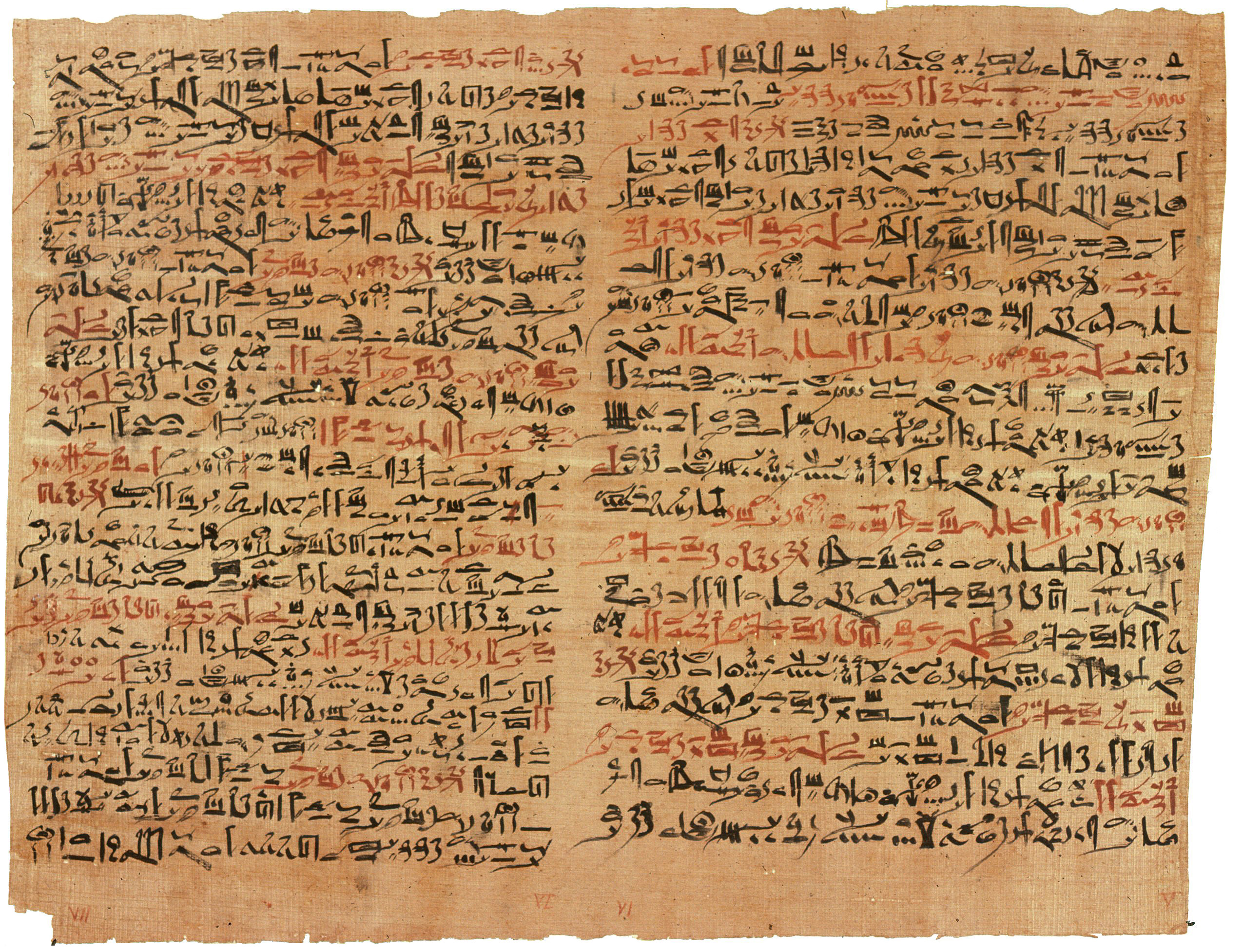
El Papiro Edwin Smith, el documento sobre cirugía más antiguo conservado. Academia de Medicina de Nueva York.

La literatura médica es la literatura científica de la medicina: es el conjunto de artículos científicos en revistas académicas (donde están incluidos las revistas médicas y los trabajos de investigación, como las tesis doctorales) y los libros de texto dedicados al campo de la medicina y sus diferentes especialidades. Muchas referencias a la literatura médica incluyen a la literatura sobre atención médica en general, incluida la de odontología, medicina veterinaria, farmacia, enfermería y profesiones sanitarias aliadas.
Los puntos de vista históricos y contemporáneos sobre el diagnóstico, pronóstico y tratamiento de afecciones médicas han sido documentados durante miles de años. El papiro Edwin Smith es el primer tratado médico conocido. La literatura médica antigua a menudo describía afecciones relacionadas con la guerra.

## Historia
A lo largo de la historia se han escrito sobre las enfermedades, cómo los seres humanos pueden contraerlas y qué se podría hacer para remediarlas. La medicina abarcaba desde el folklore y la brujería hasta la actual medicina basada en la evidencia.  Entre las primeras descripciones médicas más notables se encuentran los textos del Antiguo Egipto (Papiro Edwin Smith, Papiro Ebers, Papiro ginecológico de Lahun), Mesopotamia (Manual de Diagnóstico), India (Susruta-samhita, Charaka-samhita), China (Huangdi Neijing), Roma (De Medicina) y Grecia (De materia medica). Las obras médicas importantes de la era islámica incluyen textos de Persia (El canon de medicina de Avicena), España (Kitab al-Tasrif de Abulcasis), Irak (De Gradibus de Al-Kindi) y Siria (Al-Shamil fi al-Tibb de Ibn Nafis); mientras que los textos médicos importantes de la Europa altomedieval incluyen aquellos de Inglaterra (Compendium Medicinæ) y la Grecia bizantina (Hypomnema).
Después de Andrés Vesalio, William Harvey, Ignaz Semmelweis, Louis Pasteur y otros, la comunidad médica ha cambiado su forma de investigar. Tras incorporar el método científico, la literatura médica ha introducido la revisión por pares, y actualmente se divide en revistas académicas y libros de texto.

## Revistas médicas
Son publicaciones en las que la comunidad médica comparte información. Las publicaciones más comunes son artículos originales, revisiones y casos clínicos.
- Los artículos científicos originales (en inglés: scholarly papers o papers) describen una nueva investigación realizada por los autores, métodos, resultados, discusión y conclusiones. Aunque según el consenso de la medicina basada en la evidencia los ensayos controlados aleatorios son considerados el estándar de oro para la investigación médica, actualmente constituyen sólo una minoría de las investigaciones realizadas.
- Las revisiones (reviews) son la descripción general de un tema particular de interés clínico con el fin de refrescar la memoria de los lectores, mejorar un concepto emergente o el resumen de publicaciones recientes que aún no han aparecido en los libros de texto. Otro tipo de revisiones son las revisiones sistemáticas y los metaanálisis, en los que se responde a un dilema clínico específico al recopilar y resumir todos los datos publicados sobre esa cuestión.
- Los reportes de casos clínicos (case reports) son descripciones de un fenómeno clínico raro o de un nuevo método clínico. Los reportes de casos clínicos pueden ser valiosos para evaluar afecciones médicas inusuales que no pueden estudiarse en ensayos clínicos.[3] Actualmente la mayoría de las revistas médicas mejor clasificadas no publican reportes de casos clínicos debido a limitaciones de espacio o a la preferencia por estudios más amplios y definitivos.

### Ejemplos de revistas médicas
Cuando se busca información específica en una revista médica, se puede utilizar la base de datos PubMed de la Biblioteca Nacional de Medicina de Estados Unidos. Las revistas revisadas por pares tienen una clasificación más alta, por lo que son una mejor fuente de información médica.

## Libros de texto médicos
Un manual médico es un ejemplar de literatura (usualmente un libro) que describe el diagnóstico, tratamiento, manejo y pronóstico de diversos padecimientos. El primer manual médico conocido es el papiro Edwin Smith del Antiguo Egipto.
Una vez alcanzado el consenso, el manual se incorpora a los libros de texto. Hay libros de texto sobre cada especialidad médica y contienen una discusión exhaustiva sobre todas las enfermedades y su diagnóstico, tratamiento y pronóstico. El primer libro de texto médico que utilizó expertos para escribir capítulos específicos dentro del libro fue Cecil Textbook of Medicine (Libro de texto de medicina de Cecil) editado en 1927 por el médico estadounidense Russell LaFayette Cecil (1881-1965). El libro fue un éxito internacional inmediato debido a la idea de que los libros de medicina de uno o dos autores estaban pasados de moda, "ya que el alcance del conocimiento médico sobrepasaba con creces la capacidad de cualquier individuo para abarcarla". Desde entonces esto ha sido el estándar. Otros ejemplos son:
- Principios de Medicina Interna, de Harrison.
- Manual Oxford de Medicina Interna.[5]
- Tratado de Fisiología Humana, de Guyton y Hall.

Principios de Medicina Interna, de Harrison es ampliamente considerado el libro de medicina más leído de todos los tiempos. Pudo eclipsar al de Cecil al cambiar la organización. En vez de organizar por enfermedad, el médico y editor Tinsley R. Harrison lo hizo por regiones y síntomas, lo que permitió a los estudiantes conocer las innumerables causas de los síntomas en un paciente sin conocer primero la enfermedad específica. A Harrison también se le atribuye un fuerte compromiso para vincular la ciencia básica con la medicina clínica. 

## Internet
La mayoría de las revistas y libros de texto más importantes están actualmente disponibles en línea o en CD-ROM. Ciertos servicios en línea como Medscape o MDLinx ofrecen resúmenes agregados de artículos nuevos de revistas médicas prominentes.